# يو إف سي 224
يو إف سي 224: نونيز ضد بنينجتون (بالإنجليزية: UFC 224: Nunes vs. Pennington)‏ هو حدث لفنون القتال المختلطة نظمته يو إف سي، أُقيم في 12 مايو 2018، على صالة إتش إس بي سي في ريو دي جانيرو، البرازيل.